# Stromwärmegesetz
Das Stromwärmegesetz (auch Erstes Joulesches Gesetz oder Joule-Lenz-Gesetz  nach James Prescott Joule und Emil Lenz) besagt, dass ein elektrischer Strom in einem elektrischen Leiter die Wärmeenergie {\displaystyle Q_{\mathrm {W} }} erzeugt durch fortwährende Umformung von elektrischer Energie {\displaystyle E_{\mathrm {el} }}, die dem Leiter entnommen wird:
{\displaystyle Q_{\mathrm {W} }=E_{\mathrm {el} }=P\cdot t}
mit der elektrischen Leistung {\displaystyle P} und der Dauer {\displaystyle t} – oder bei veränderlicher Leistung:
{\displaystyle Q_{\mathrm {W} }=E_{\mathrm {el} }=\int _{0}^{t}P\,\mathrm {d} \tau }
Die Ursache für die Erwärmung infolge des elektrischer Stromes wird beschrieben im Artikel Elektrischer Widerstand. 
Die Begriffe joulesche Wärme und Stromwärme werden nicht einheitlich verwendet, teilweise im Sinne von Energie, teilweise von Leistung.

## Stromwärme in einer elektrischen Leitung
Vorzugsweise wird ein Strom in einer elektrischen Leitung geführt. Die elektrische Leistung ist im Zusammenhang mit Wärmeentwicklung immer eine Wirkleistung. Sie ergibt sich aus der vorhandenen Stromstärke {\displaystyle I} und der längs des Leiters abfallenden elektrischen Spannung {\displaystyle U} infolge des Leiterstroms (die Formelzeichen gelten für Gleichgrößen sowie für die Effektivwerte von Wechselgrößen)
{\displaystyle P=U\cdot I}

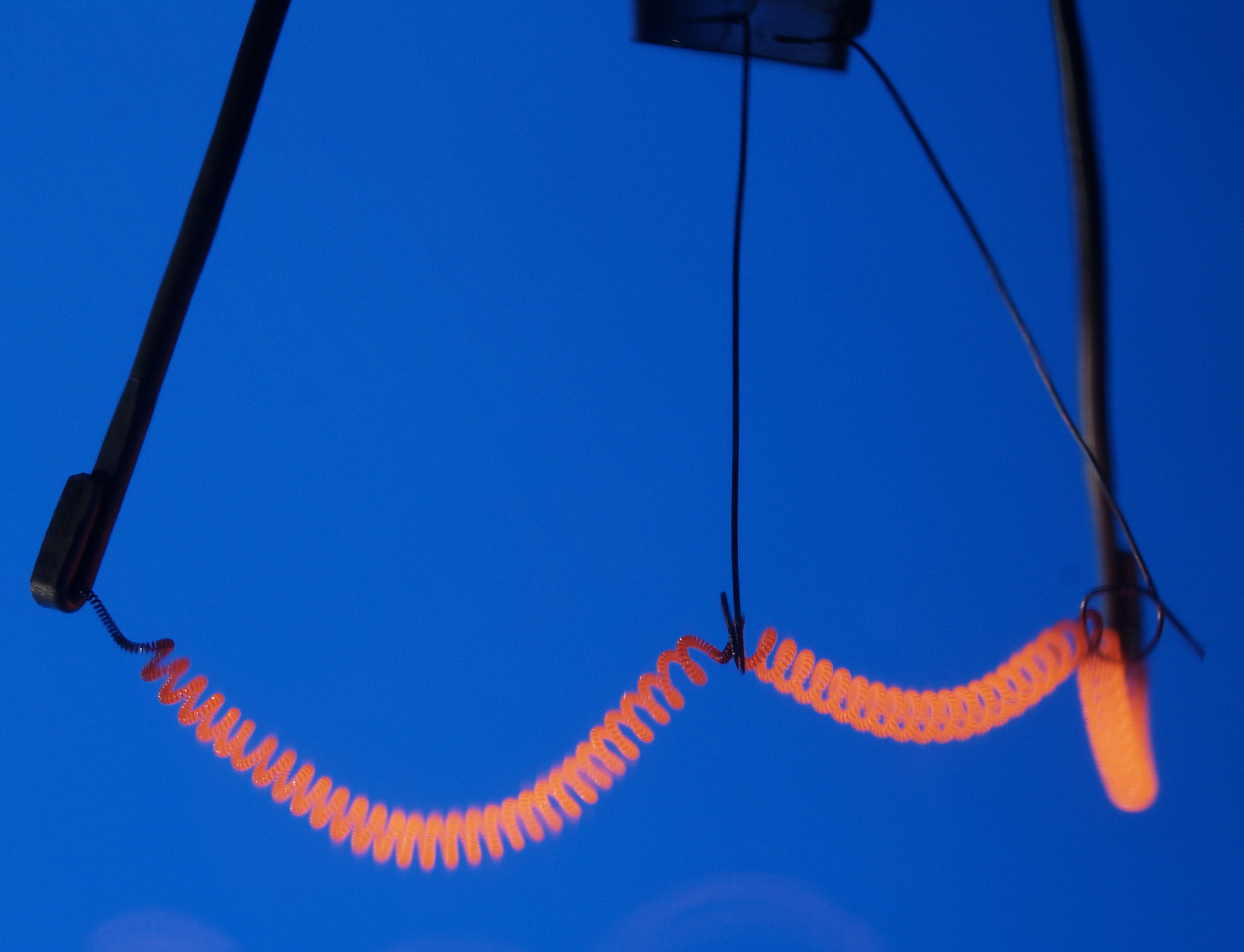
Infolge eines elektrischen Stromes bis zur Rotglut erwärmte Doppelwendel

Da die Spannung durch den ohmschen Widerstand {\displaystyle R} des Leiters entsteht, gilt das ohmsche Gesetz
{\displaystyle U=R\cdot I}
Damit steigt die Erwärmung (z. B. in einer elektrischen Leitung, einem Transformator oder einem Heizwiderstand) mit dem Quadrat der Stromstärke
{\displaystyle Q_{\mathrm {W} }=I^{2}\cdot R\cdot t={\frac {U^{2}}{R}}\cdot t\;.}
Wenn die Erzeugung der Wärme erwünscht ist, bezeichnet man die Wärme als Elektrowärme, sonst als Stromwärmeverlust oder ohmscher Verlust.
Die Wärmeenergie führt primär zu einer Erwärmung des Leiters um eine Temperaturdifferenz
{\displaystyle \Delta \vartheta ={\frac {Q_{\mathrm {W} }}{C_{\vartheta }}}}
mit der Wärmekapazität {\displaystyle C_{\vartheta }}. Bei konstanter Leistung steigt {\displaystyle Q_{\mathrm {W} }} linear mit der Zeit an. Damit steigt auch die Temperatur linear mit der Zeit an, bis sich ein weiterer Vorgang überlagert.
Da so der Leiter wärmer wird als seine Umgebung, gibt er Wärmeenergie durch Wärmeleitung, Wärmestrahlung oder Konvektion weiter. Bei fortdauernd gleichmäßiger Energiezufuhr stellt sich bei einer erhöhten Temperatur ein Gleichgewichtszustand ein, in dem der abgegebene Wärmestrom {\displaystyle {\dot {Q}}_{W}} (Wärme pro Zeitspanne, also eine thermische Leistung) der aufgenommenen elektrischen Leistung gleicht:
{\displaystyle {\dot {Q}}_{\mathrm {W} }={\frac {\Delta Q_{\mathrm {W} }}{\Delta t}}=P\,.}
Bei einer am Wärmetransport beteiligten Oberfläche {\displaystyle A} und einem Wärmeübergangskoeffizienten {\displaystyle \alpha } entsteht eine Temperaturdifferenz
{\displaystyle \Delta \vartheta ={\frac {P}{\alpha \,A}}\,.}
Im Allgemeinen weisen Körper eine derartige thermische Trägheit auf, dass sich bei stationärem Strom die Temperaturdifferenz als Gleichgröße einstellt, auch bei Erwärmung durch Wechselstrom. Nur bei einem sehr kleinen Verhältnis von Masse zu Oberfläche, wie bei der gezeigten Doppelwendel, ist mit messtechnischen Mitteln eine Temperatur- bzw. Helligkeitsschwankung mit der doppelten Frequenz des Wechselstroms zu beobachten.

## Stromwärme im elektrischen Strömungsfeld
Wird ein über ein größeres Volumen verteilter leitfähiger Stoff von Strom durchflossen, so fließt durch ein Flächenelement {\displaystyle \mathrm {d} A} ein Strom der Stärke
{\displaystyle \mathrm {d} I=J\;\mathrm {d} A},
auf dessen Weg längs eines Wegelementes {\displaystyle \mathrm {d} s} eine Spannung
{\displaystyle \mathrm {d} U=E\;\mathrm {d} s=\rho \,J\mathrm {d} s}
abfällt, wobei Wärme entsteht. Darin steht {\displaystyle J} für die elektrische Stromdichte, {\displaystyle E} für die elektrische Feldstärke, {\displaystyle E=\rho \;J} für das ohmsche Gesetz, {\displaystyle \rho } für den spezifischen elektrischen Widerstand (Kehrwert der elektrischen Leitfähigkeit {\displaystyle \sigma }).
Der Verlust an elektrischer Leistung ergibt sich im Volumenelement {\displaystyle \mathrm {d} V=\mathrm {d} A\cdot \mathrm {d} s} zu
{\displaystyle \mathrm {d} P=\mathrm {d} U\cdot \mathrm {d} I=\rho \;J^{2}\mathrm {d} V} .
Metallische Leiter weisen einen weitgehend vom Strom unabhängigen (aber temperaturabhängigen) spezifischen elektrischen Widerstand auf. In Halbleitern ist {\displaystyle \rho } nicht konstant. In Supraleitern ist {\displaystyle \rho =0}, dort entsteht keine Stromwärme.
Die Gesamtheit des Stromwärmeverlustes in einem stromdurchflossenen Leiter berechnet sich allgemein aus dem Volumenintegral
{\displaystyle P=\iiint _{V}\rho \ J^{2}\mathrm {d} V} .
Falls {\displaystyle \rho } konstant ist, kann dieser Faktor vor das Integral gezogen werden. In einem homogenen Leiter, etwa in einem von einem Gleichstrom durchflossenen langen Draht, ist die Stromverteilung vom Ort unabhängig, so dass für ein solches von einem integralen Strom durchflossenes Objekt die Verlustleistung auf die oben angegebene makroskopische Formel 
{\displaystyle P=R\;I^{2}}
führt. Bei komplizierterer geometrischer Ausbildung mit nicht gleichmäßiger Stromverteilung muss diese z. B. mittels Finite-Elemente-Methode berechnet werden, um die Verlustleistung und den makroskopischen Widerstand des Leiters bestimmen zu können. 
In Materialien mit nicht konstantem spezifischem Widerstand kann ein stromabhängiger Widerstand {\displaystyle R(I)} gefunden werden. Die Berechnung des Stromwärmeverlustes durch {\displaystyle P=R(I)\cdot I^{2}} ist dann auf diesem Wege gültig.